# Адміністративний устрій Бережанського району
Адміністративний устрій Бережанського району — адміністративно-територіальний поділ Бережанського району Тернопільської області на 1 міську громаду, 2 сільські громади та 12 сільських рад, які об'єднують 54 населені пункти та підпорядковані Бережанській районній раді. Адміністративний центр — місто Бережани, що є містом обласного значення та до складу району не входить.

## Список громадБережанського району
- Бережанська міська громада
- Нараївська сільська громада
- Саранчуківська сільська громада

## Список радБережанського району
| №  | Назва                       | Центр          | Населені пункти                             | Площа км² | Місце за площею | Населення (2001), осіб | Місце за населенням |
| -- | --------------------------- | -------------- | ------------------------------------------- | --------- | --------------- | ---------------------- | ------------------- |
| 1  | Біщівська сільська рада     | с. Біще        | с. Біще с. Залужжя с. Поручин               | 34,195    | 5               | 1168                   | 10                  |
| 2  | Божиківська сільська рада   | с. Божиків     | с. Божиків с. Квіткове с. Волощина          | 26,084    | 12              | 1323                   | 6                   |
| 3  | Жовнівська сільська рада    | с. Жовнівка    | с. Жовнівка                                 | 8,363     | 24              | 469                    | 24                  |
| 4  | Жуківська сільська рада     | с. Жуків       | с. Жуків с. Гиновичі с. Підлісне            | 25,125    | 13              | 1710                   | 2                   |
| 5  | Куропатницька сільська рада | с. Куропатники | с. Куропатники с. Баранівка с. Ясне         | 35,798    | 2               | 1258                   | 8                   |
| 6  | Літятинська сільська рада   | с. Літятин     | с. Літятин                                  | 14,710    | 18              | 775                    | 17                  |
| 7  | Мечищівська сільська рада   | с. Мечищів     | с. Мечищів с. Кути с. Надорожнів с. Червоне | 35,174    | 4               | 1174                   | 9                   |
| 8  | Надрічнянська сільська рада | с. Надрічне    | с. Надрічне                                 | 1,300     | 25              | 793                    | 16                  |
| 9  | Потуторська сільська рада   | с. Потутори    | с. Потутори                                 | 10,367    | 23              | 604                    | 20                  |
| 10 | Слов'ятинська сільська рада | с. Слов'ятин   | с. Слов'ятин с. Діброва                     | 23,438    | 14              | 944                    | 14                  |
| 11 | Урманська сільська рада     | с. Урмань      | с. Урмань с. Краснопуща с. Пліхів           | 29,706    | 10              | 1003                   | 13                  |
| 12 | Шибалинська сільська рада   | с. Шибалин     | с. Шибалин с. Комарівка                     | 35,397    | 3               | 1579                   | 4                   |

* Примітки: м. — місто, с-ще — селище, смт — селище міського типу, с. — село